# Guillaume Lejean

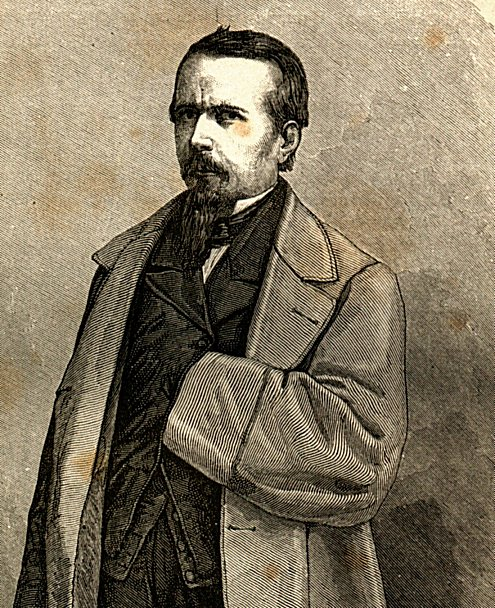
Guillaume Lejean

Guillaume Lejean (* 1828 in Plouégat-Guérand, Département Finistère; † 1. Februar 1871 ebenda) war ein französischer Geograph und Forschungsreisender.

## Leben
Guillaume Lejean war der Sohn eines Gutsbesitzers, wurde im geistlichen Seminar zu Saint-Pol-de-Léon gebildet und trat bereits als 17-Jähriger im Journal de Morlaix mit einer Arbeit über die Origines bretonnes in die Öffentlichkeit. Nachdem er eine Zeit lang Präfekturbeamter in Morlaix gewesen war, ging er zu seiner weiteren wissenschaftlichen Ausbildung nach Paris, wo er, wie vorher in seiner Amtsstellung in Morlaix, die historischen Studien über seine heimatliche Provinz fortsetzte. Als deren Ergebnis ließ er damals das Werk Histoire politique et municipale de la ville et de la communauté de Morlaix (Morlaix 1847) und La Bretagne, son histoire et ses historiens (Paris 1850) erscheinen. Hierauf wandte er sich vorzugsweise dem Studium der Geographie zu. Seit dem Jahr 1856, in dem er Mitglied der Pariser Geographischen Gesellschaft geworden war, veröffentlichte er in deren Bulletin sowie in Petermanns Geographischen Mitteilungen und anderen Journalen verschiedene geographische Arbeiten. 
Lejeans Plan zu einer Reise ins Innere Australiens, mit dem er sich schon 1848 getragen hatte, war unausgeführt geblieben, und so eröffnete er seine Karriere als Forschungsreisender 1857 auf demselben Gebiet, dem er auch später seine meiste Zeit widmete, der europäischen Türkei. Durch Protektion war er von der französischen Regierung mit dem Auftrag betraut worden, auf der Balkanhalbinsel topographische, historische und ethnographische Forschungen vorzunehmen. Auf sechsjährigen Reisen 1857, 1858 sowie 1867 bis 1870 sammelte er Material zu einem großen Kartenwerk der Balkanhalbinsel in 49 Blättern, von denen er selbst 20 vollendet hinterließ. Abgesehen von einigen kleineren Arbeiten ist aber von diesen seinen türkischen Forschungen aus dem Grund, weil sie durch mehrere ausgedehnte Reisen nach Afrika und Asien unterbrochen wurden, nur die Ethnographie der europäischen Türkei zur Veröffentlichung gekommen; sie erschien 1861 in Gotha im vierten Ergänzungsheft zu Petermanns Geographischen Mitteilungen in französischer und deutscher Sprache.

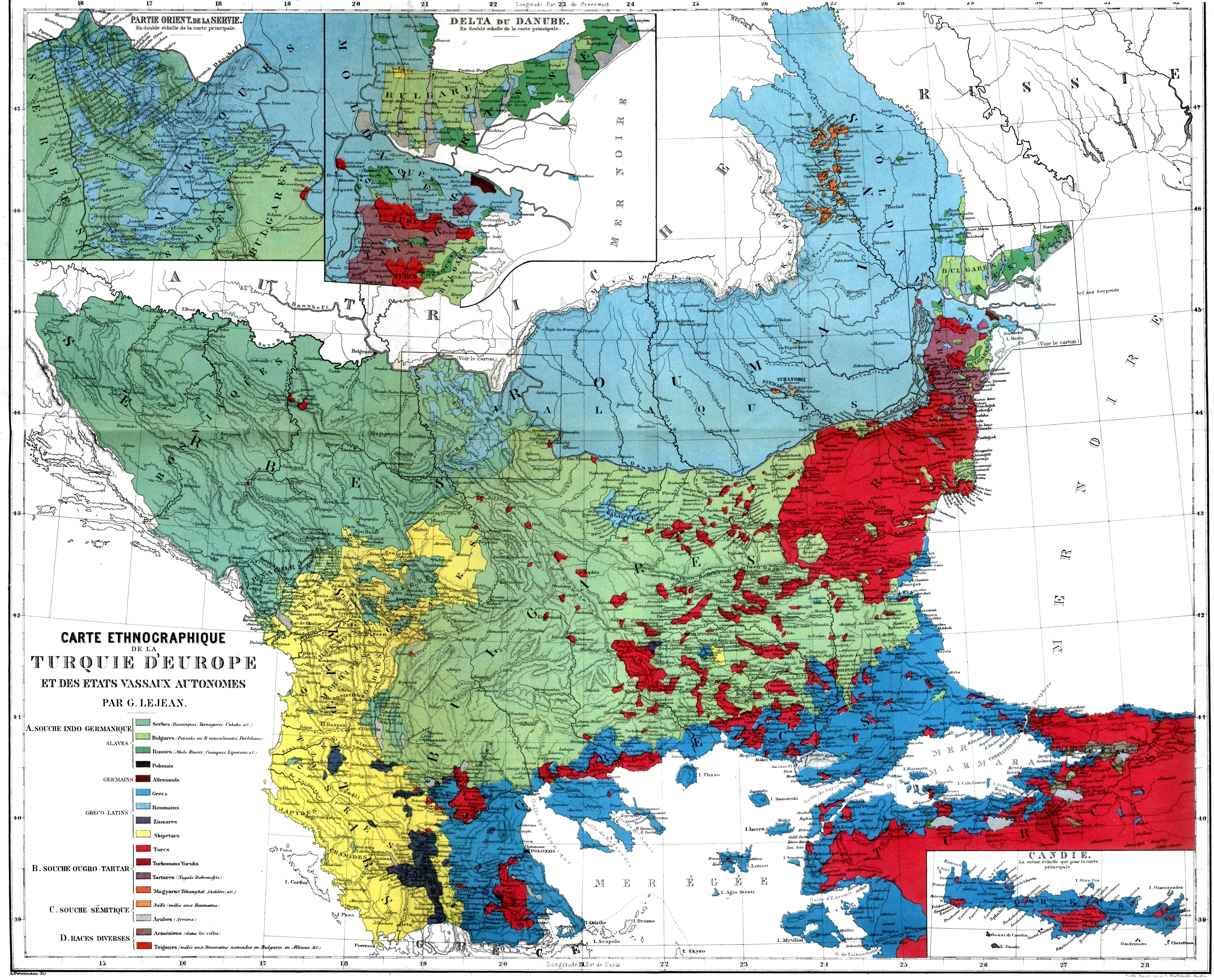
Lejeans ethnische Karte der europäischen Türkei und ihrer autonomen Vassalenstaaten (1861)

Um sich einen längst gehegten Wunsch zu erfüllen, trat Lejean 1860 eine Reise nach den oberen Nil-Ländern an, kam über Suakim nach Khartum, besuchte Kordofan und befuhr den Weißen Nil bis Gondokoro sowie den Bahr al-Ghazal, von dem er die erste verwendbare Karte zeichnete. Mit reichen, für die Kenntnis der Nilländer wichtigen Sammlungen kam Lejean 1861 nach Paris zurück. Über diese wie über die folgenden Reisen berichtete er meist im Bulletin der Pariser Geographischen Gesellschaft und in anderen Journalen. 1862 zum französischen Konsul von Massaua und Abessinien ernannt, wurde er hier in den Konflikt des Königs Theodorus mit den Europäern verwickelt, geriet in Gefangenschaft und wurde nach monatelanger Internierung zu Hassat im September 1863  des Landes verwiesen. Nach einer Reise in den Norden Abessiniens nach Kassala und in die Bogosländer kehrte er 1864 nach Paris zurück, wo er seine Voyage aux deux Nils, exécuté de 1860-64 (Paris, 1865–68, mit Atlas) und Théodore II, le nouvel empire d’Abyssinie et les intérêts français dans la Sud de la mer Rouge (Paris, 1865) schrieb. 
Ende 1865 begab sich Lejean wieder auf eine Reise nach Kleinasien, Mesopotamien und in die Länder am Indus bis nach Kaschmir, musste aber den Plan, von dort bis nach Buchara vorzudringen, aufgeben. Ab 1867 setzte er dann seine Forschungen in der europäischen Türkei fort, deren Abschluss durch seinen am 1. Februar 1871 in seinem Geburtsort Plouégat-Guérand erfolgten Tod aber verhindert wurde.